# قمبود رقيق
قمبود رقيق (الاسم العلمي: Campodea fragilis) هو نوع من الحيوانات يتبع جنس القمبود من فصيلة القمابيد.